# Stefan Cielecki
Stefan Cielecki ps. Orlik (ur. ok. 1830 roku – zm. 14 listopada 1863 roku w Przasnyszu) – dowódca oddziału w powstaniu styczniowym. 
Syn Feliksa Wojciecha Cieleckiego herbu Zaremba, właściciela majątku Sójki koło Kutna i Franciszki z Zawiszów Czarnych h. Przerowa. Miał braci: Zdzisława i Władysława oraz siostrę Jadwigę. Był oficerem wojsk papieskich. 
Na początku 1863 zorganizował oddział powstańczy w Mławskiem i wszedł pod komendę Jaskołowskiego. Po rozbiciu oddziału pod Rydzewem zorganizował go na nowo i podporządkował majorowi Leneizo. Podczas osłaniania wycofującego się oddziału w bitwie pod Gołyminem wyróżnił się wielką odwagą. Ciężko ranny w bitwie pod Osówką (14 października 1863) dostał się do niewoli rosyjskiej. Więziony w Modlinie, z wyroku sądu polowego rozstrzelany w Przasnyszu. 
Na miejscu śmierci Cieleckiego wzniesiono drewniany krzyż, zastąpiony w 1983 pomnikiem w formie głazu na wysokim postumencie z tablicą pamiątkową. Szczątki powstańca pochowano na cmentarzu parafialnym w Przasnyszu. W okresie międzywojennym stanął tam pomnik w formie wysokiej ażurowej kapliczki, upamiętniający powstańców styczniowych "Orlika" i Palemona Nowickiego oraz żołnierzy poległych w 1920. Imię "Orlika" nosi w Przasnyszu ulica i osiedle mieszkaniowe.